# Arecibomeddelandet

Meddelandet med färg tillagd.

Arecibomeddelandet var ett meddelande som skickades ut i rymden via frekvensmodulerade radiovågor under en ceremoni vid Arecibo-observatoriet i Puerto Rico den 16 november 1974. Det skickades iväg mot stjärnhopen M13 cirka 25 000 ljusår bort. M13 valdes eftersom den var stor och närbelägen, och kunde ses på himlen vid den tiden. Själva sändningen tog cirka tre minuter.
Det kommer att ta 25 000 år för meddelandet att nå fram till M13. Enligt ett pressmeddelande från Cornell News den 12 november 1999 var huvudmålet inte att få kontakt med utomjordingar, utan att demonstrera den då nyligen installerade utrustningen.